# Michael Sauer (Fußballspieler)
Michael Sauer (* 9. September 1969 in Wiesbaden) ist ein ehemaliger deutscher Fußballspieler.
In seiner Jugend spielte Sauer für den VfR Wiesbaden (bis zur B-Jugend) und für die SpVgg Nassau (A-Jugend). Später war er beim FC Freudenberg und bei der Freien Turnerschaft Wiesbaden aktiv. 1990 bis 1998 spielte er für den SV Wehen in der Oberliga und in der Regionalliga Süd. Beim SV Wehen wurde Sauer wegen seiner schnellen Antritte und der mannschaftsdienlichen Spielweise geschätzt und galt bei den Wehener Fans als Integrationsfigur. 
Für zwei Jahre wechselte Sauer in den Profifußball. 1998 bis 2000 war Spieler des 1. FSV Mainz 05 in der 2. Bundesliga. Er konnte sich keinen Stammplatz in der Elf der Mainzer erkämpfen und wechselte im Winter 2000 wieder zum SV Wehen in die Regionalliga Süd. Im Jahr 2004 schloss er sich der SG Hausen/Fussingen/Lahr als Spieler-Trainer in der Bezirksoberliga an. 2008 wechselte er zum Verbandsligisten FV Biebrich 02.
Im April 2010 wurde er Trainer des SV Erbach (A-Klasse) im Rheingau-Taunus-Kreis. In der Saison 2013/14 trainierte er die 2. Mannschaft des SV Wiesbaden.